# Dominik Potocki (1646–1683)
Dominik Potocki herbu Pilawa (ur. 1646, zm. 14 grudnia 1683) – podskarbi nadworny koronny.

## Życiorys
Syn Mikołaja, brat Stefana, starosty niżyńskiego, Jakuba, pisarza polnego koronnego, Mikołaja, generała ziem podolskich i Piotra, wojewody bracławskiego.
Poseł sejmiku halickiego na sejm nadzwyczajny 1668 roku. Poseł sejmiku wiszeńskiego województwa ruskiego z ziemi halickiej na sejm koronacyjny 1676 roku. Poseł sejmiku halickiego na sejm 1681 roku, sejm 1683 roku.
Został podkomorzym halickim w 1680, później podskarbim nadwornym koronnym w 1683 oraz starostą chmielnickim. Żonaty z Konstancją Truskolaską (zm. 1714), córka Mikołaja Truskolaskiego, podkomorzego halickiego. 
Po wojnie z Turcją, w 1679 r. sprowadził do Tyśmienicy ormiańskich uciekinierów z Kamieńca Podolskiego, budując dla nich drewniany kościół pw. Najświętszej Marii Panny.